# Barbodes elongatus
Barbodes elongatus är en fiskart som först beskrevs av Oshima 1920.  Barbodes elongatus ingår i släktet Barbodes och familjen karpfiskar. Inga underarter finns listade.